# Panax ginseng

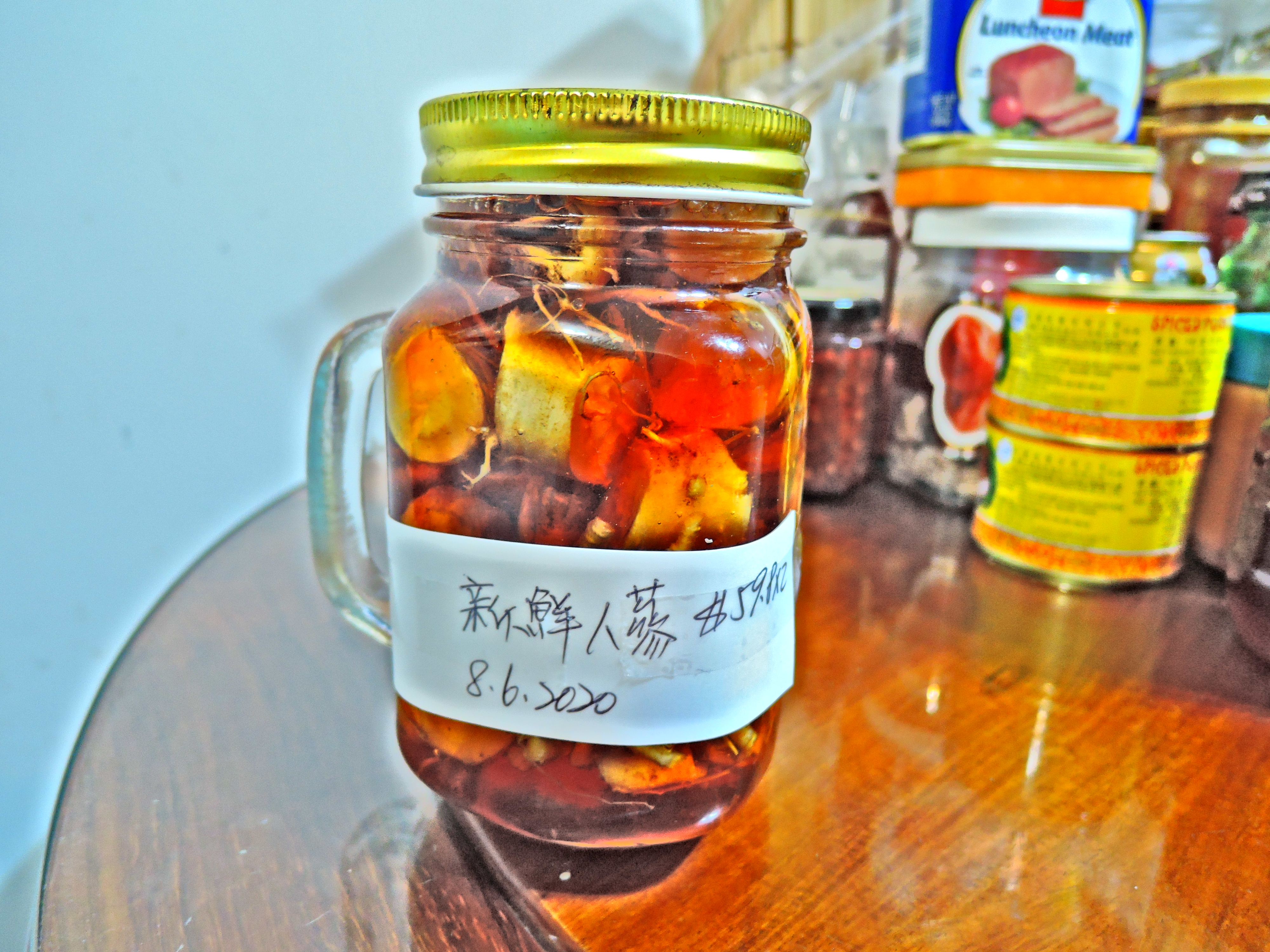
Ginseng con miele

Il ginseng cinese o ginseng coreano (Panax ginseng C.A.Mey.) è una specie della famiglia delle Araliacee.